# زوما، بورکینافاسو
زوما روستایی در استان نایالا در کشور بورکینافاسو است. زوما دارای ۲۹۹۹ نفر جمعیت است.